# バーゼル歴史博物館
バーゼル歴史博物館（独語：Historisches Museum Basel）は、スイス、バーゼル・シュタット準州の州都、バーゼルにある歴史をテーマとした博物館である。バーゼルの歴史、楽器、馬車、生活文化と4つのテーマとに分かれ、展示場所も異なる。

## 歴史
中世後期から現代までの、歴史的に重要な展示物が収められている。15世紀のタペストリー、大聖堂の宝物、町の古地図、昔の貨幣、市参事会館に飾られていた紋章、死の舞踏をテーマとした美術作品などを見ることができる。場所は旧市街にあるバールフュッサー教会の中。

## 楽器
16世紀以降、ヨーロッパで使用されていた楽器の数々が展示されている。楽器の所蔵点数は650に及び、スイス最大級。場所は旧市街の市壁の一部だった建物、Lohnhof にある。

## 馬車
バーゼルの裕福な家庭が持っていた、19世紀からの馬車とソリが展示されている。場所はバーゼルの町の南東部にあるメリアン公園 Merian Gärten 内。

## 生活文化
18～19世紀当時のバーゼルの日々の生活の様子を展示。家具、絵画、磁器など、特に町の裕福な人々の生活を垣間見ることができる。場所は旧市街にあるHaus zum Kirschgarten。